# Valeriana versifolia
Valeriana versifolia är en kaprifolväxtart som beskrevs av Brügger. Valeriana versifolia ingår i släktet vänderötter, och familjen kaprifolväxter. Inga underarter finns listade i Catalogue of Life.